# Cybaeus angustiarum
Cybaeus angustiarum är en spindelart som beskrevs av Ludwig Carl Christian Koch 1868. Cybaeus angustiarum ingår i släktet Cybaeus och familjen vattenspindlar. Inga underarter finns listade i Catalogue of Life.